# Clubiona fuzhouensis
Clubiona fuzhouensis este o specie de păianjeni din genul Clubiona, familia Clubionidae, descrisă de Gong, 1985. Conform Catalogue of Life specia Clubiona fuzhouensis nu are subspecii cunoscute.